# Cutterwil
Cutterwil (toponimo tedesco; in francese Cudrevy, desueto) è una frazione del comune svizzero di Belfaux, nel Canton Friburgo (distretto della Sarine).

## Storia

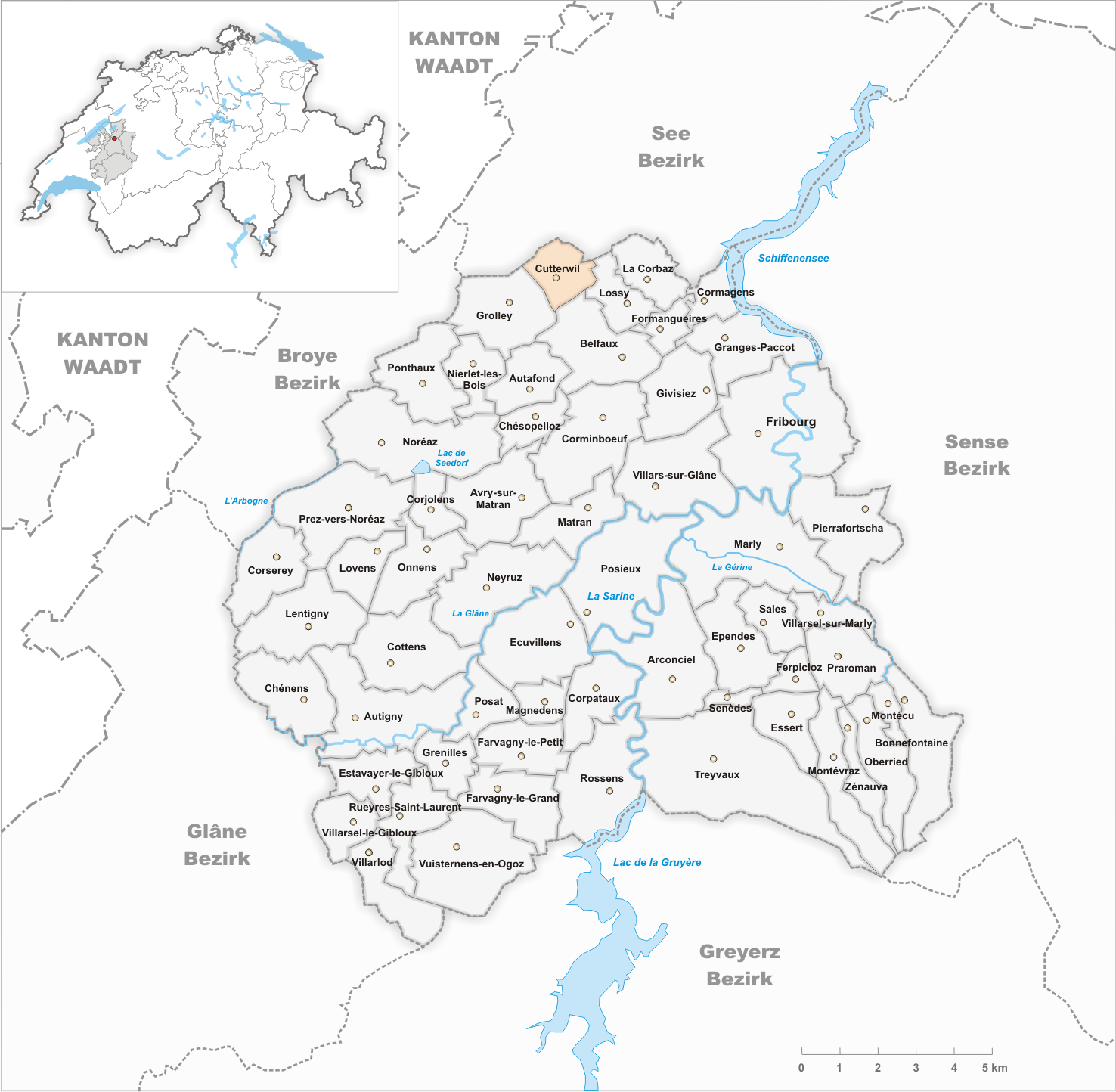
Il territorio del comune di Cutterwil prima degli accorpamenti comunali del 1977

Già comune autonomo, nel 1977 è stato accorpato a Belfaux.

## Società

### Evoluzione demografica
L'evoluzione demografica è riportata nella seguente tabella:
Abitanti censiti

## Amministrazione
Ogni famiglia originaria del luogo fa parte del comune patriziale che ha la responsabilità della manutenzione di ogni bene comune.